# Lanceoppia thamdrupi
Lanceoppia thamdrupi är en kvalsterart som först beskrevs av Hammer 1968.  Lanceoppia thamdrupi ingår i släktet Lanceoppia och familjen Oppiidae. Inga underarter finns listade i Catalogue of Life.